# Stara Jania
Stara Jania [pronunciación en polaco: /ˈstara ˈjaɲa/] (en alemán: Altjahn) es un pueblo ubicado en el distrito administrativo de Gmina Smętowo Graniczne, dentro del Condado de Starogard, Voivodato de Pomerania, en Polonia del norte. Se encuentra aproximadamente a 6 kilómetros al oeste de Smętowo Graniczne, a 25 kilómetros al sur de Starogard Gdański, y a 70 kilómetros al sur de la capital regional Gdańsk.
El pueblo tiene una población de 200 habitantes.